# De ungarske soldater i Danmark
De ungarske soldater i Danmark var en del af den tyske besættelsesmagt i Danmark under 2. verdenskrig, primært i perioden januar 1945 til krigens afslutning i Danmark maj samme år. De udgjorde ca. 12.000 mand.

## Baggrund
Under Anden Verdenskrig, var Ungarn del af Aksemagterne og kæmpede på Nazi-Tysklands side, frem til den Sovjetiske invasion af Budapest i februar 1945. Fra juli 1944 og frem til invasionen, var Ungarn styret af det ungarske nazistparti Pilekorspartiet og det var i denne periode, at de ungarske soldater blev sendt afsted til Danmark som forstærkning af de tyske tropper. Det hævdes at de ungarske soldater i Danmark var tvangsudskrevet[kilde mangler] til tysk krigstjeneste.

## Opgaver og udstationering
Hovedparten af ungarerne var rekrutter, der ankom til Danmark i slutningen af januar 1945.[kilde mangler] Foruden de militære enheder fulgte et større antal civile personer, blandt dem kvinder og børn. 
Hensigten var at de skulle have militær træning, blandt andet i Oksbøl i Vestjylland, så de i hast kunne sendes til fronten. I realiteten kom de til at erstatte tyske hærenheder, blandt andet ved bevogtning af kyster og jernbaner.
Den største koncentration af ungarske enheder fandt sted langs den jyske vestkyst, fra Fanø i syd til Hanstholm i nord. I Vendsyssel lå to bataljoner med hver ca. 1000 mand. 
På Sjælland lå en bataljon i Høveltelejren ved Birkerød. En anden bataljon var lokaliseret til egnen omkring Hvalsø, mens en tredje bataljon var i Odsherred.
I krigens sidste uger blev ungarske enheder flyttet til Bornholm, hvor de boede i selvbyggede jordhytter nær den tyske flyveplads syd for Rønne. 
Øverstkommanderende for de ungarske tropper var oberst Béla Vittay (1897–1975), der havde hovedkvarter, først i København, siden på Haraldsborg Husholdningsskole i Roskilde. 
Oberstløjtnant János Kóbor (1906–89) var kommandant for de ungarske enheder i Jylland, der havde hovedkvarter i den vestjyske landsby Outrup ved Nørre Nebel.
Forud for krigens afslutning havde flere ungarske officerer indledt et samarbejde med den danske modstandsbevægelse, hvor de havde afgivet løfte om, at de ungarske tropper i tilfælde af en allieret invasion ville stille sig på danskernes side, vendt mod den tyske besættelsesmagt.

## Efterspil
Ved tyskernes kapitulation i maj 1945 blev de ungarske soldater efter britisk ordre sendt i krigsfangenskab i Tyskland. De militære enheder, der havde opholdt sig i Jylland og på Sjælland, blev sendt til den britiske besættelseszone i Tyskland. En del af dem forblev dog i Danmark, hvoraf nogle fik tildelt dansk statsborgerskab. Bornholm blev befriet af Den Røde Hær og en ungarsk militær enhed på 400 arbejdssoldater på øen blev sendt i russiske krigsfangelejre, hvorfra mange aldrig vendte tilbage.[kilde mangler]